# Bezirk Schaffhausen
Der Bezirk Schaffhausen war bis zum Juli 1999 eine Verwaltungseinheit des Kantons Schaffhausen in der Schweiz. Seither verzichtet der Kanton auf die Bezirksverwaltung, jedoch nicht auf den Bezirk selbst.

## Einwohnergemeinden
Stand: 1. Januar 2013
| Wappen                 | Name der Gemeinde      | Einwohner (31. Dezember 2023) | Fläche in km² | Einwohner pro km² |
| ---------------------- | ---------------------- | ----------------------------- | ------------- | ----------------- |
| Bargen                 | Bargen                 | 331                           | 8,27          | 40                |
| Beringen               | Beringen               | 5203                          | 18,68         | 279               |
| Buchberg               | Buchberg               | 890                           | 5,86          | 152               |
| Merishausen            | Merishausen            | 899                           | 17,56         | 51                |
| Neuhausen am Rheinfall | Neuhausen am Rheinfall | 11'213                        | 8,00          | 1402              |
| Rüdlingen              | Rüdlingen              | 799                           | 5,51          | 145               |
| Schaffhausen           | Schaffhausen           | 38'666                        | 41,85         | 924               |
| Total (7)              | Total (7)              | 58'001                        | 105,73        | 549               |

## Veränderungen im Gemeindebestand

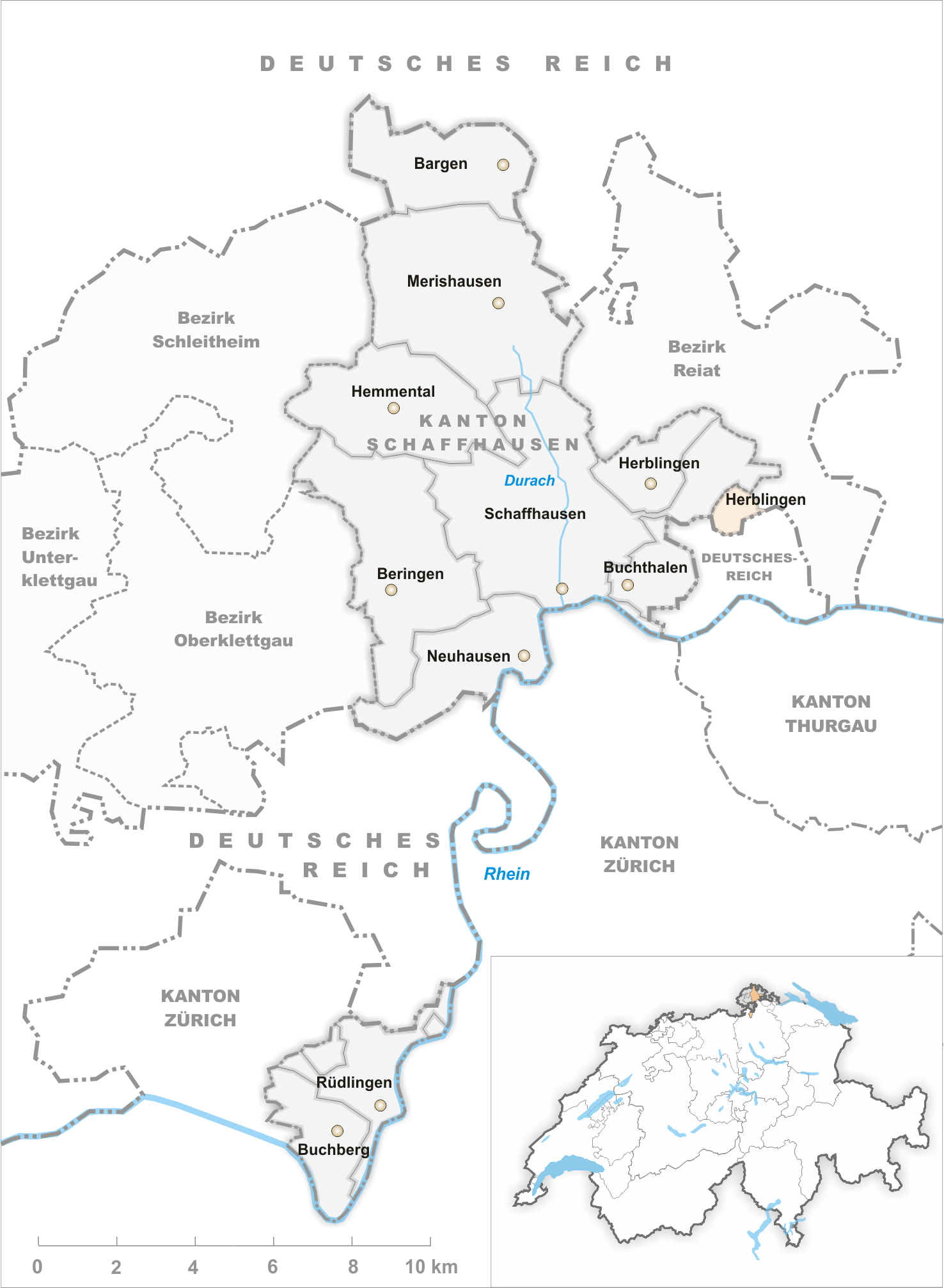
Gemeinden bis 1899
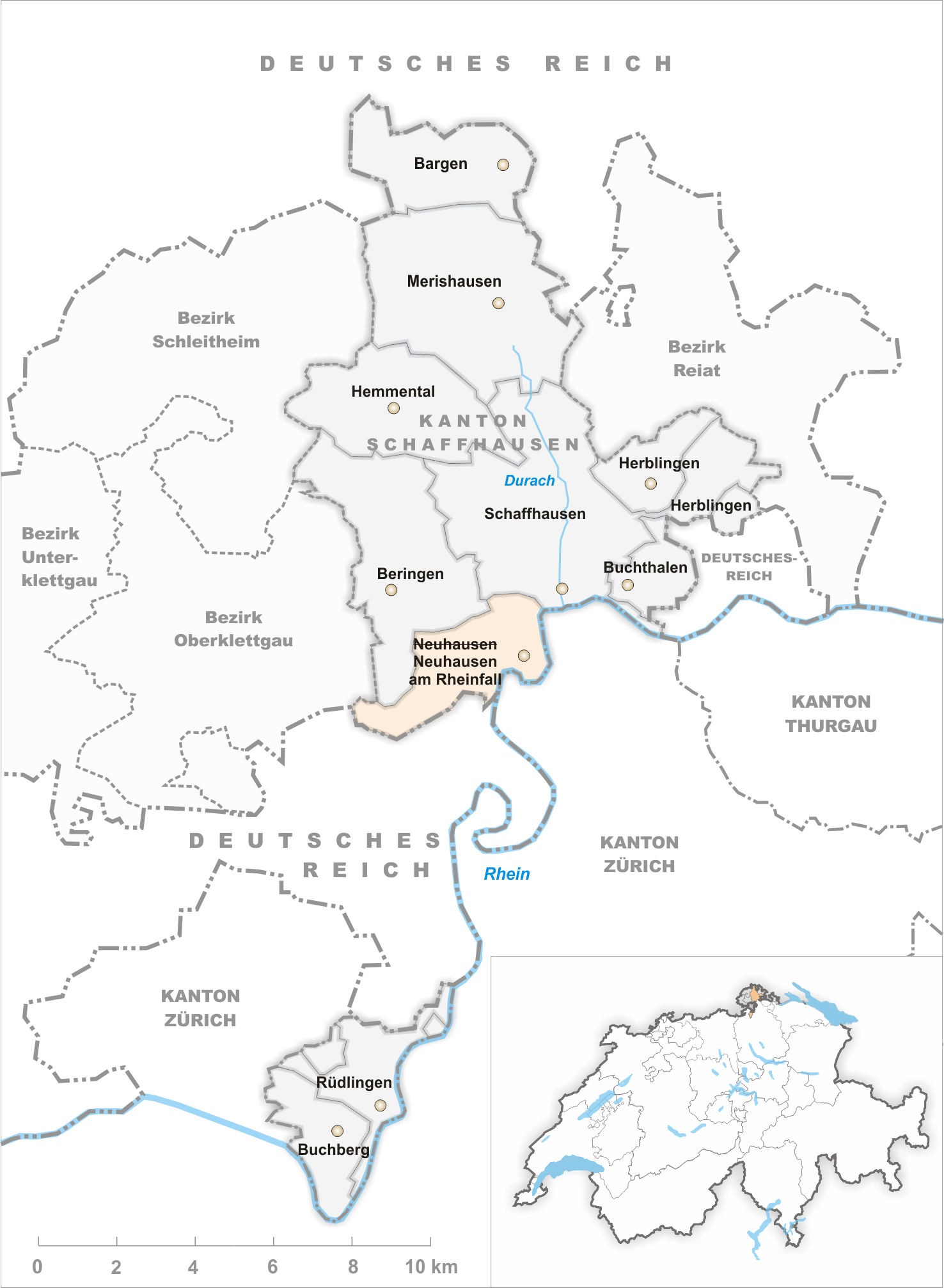
Gemeinden bis 1937
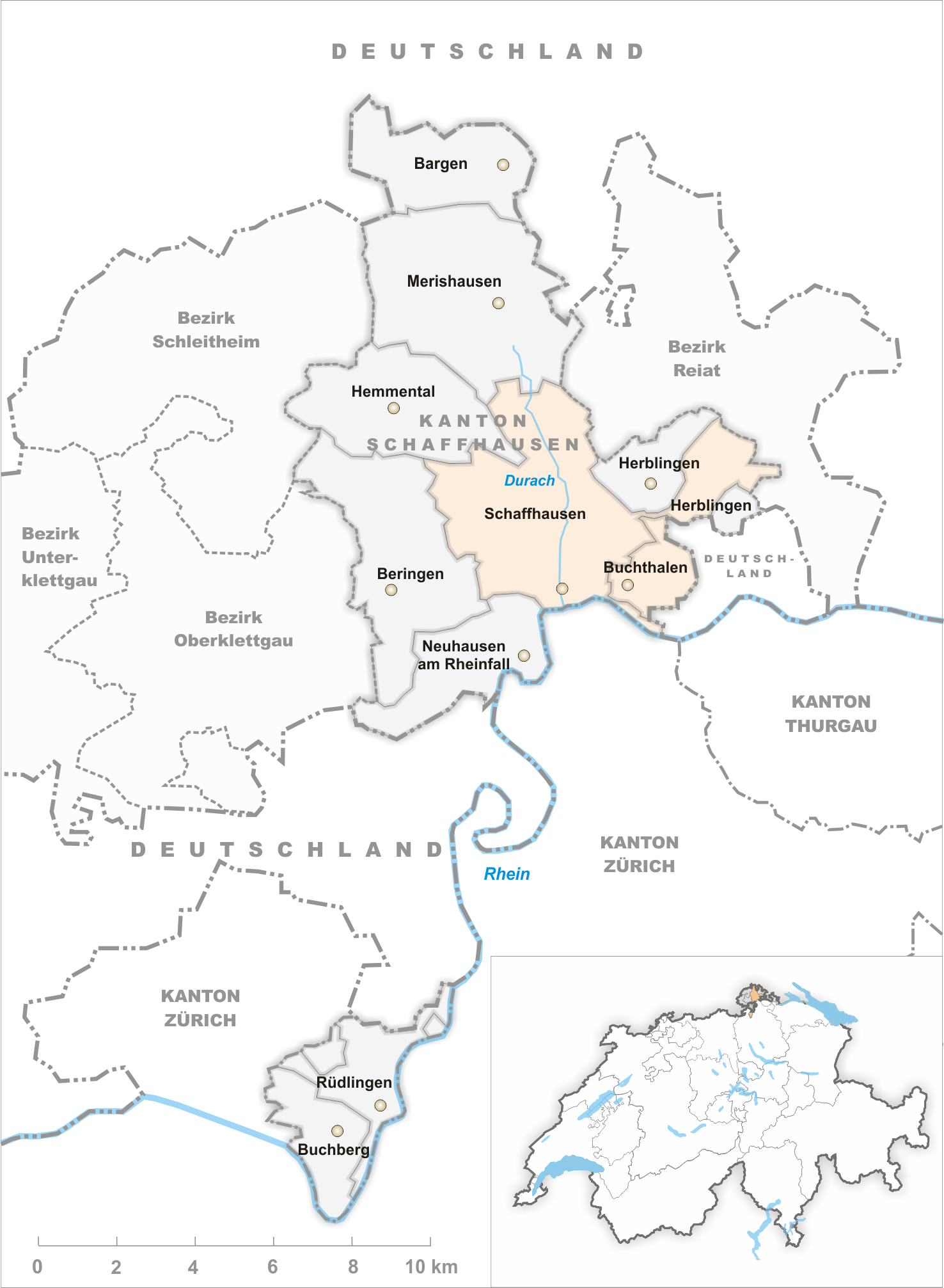
Gemeinden bis 1946
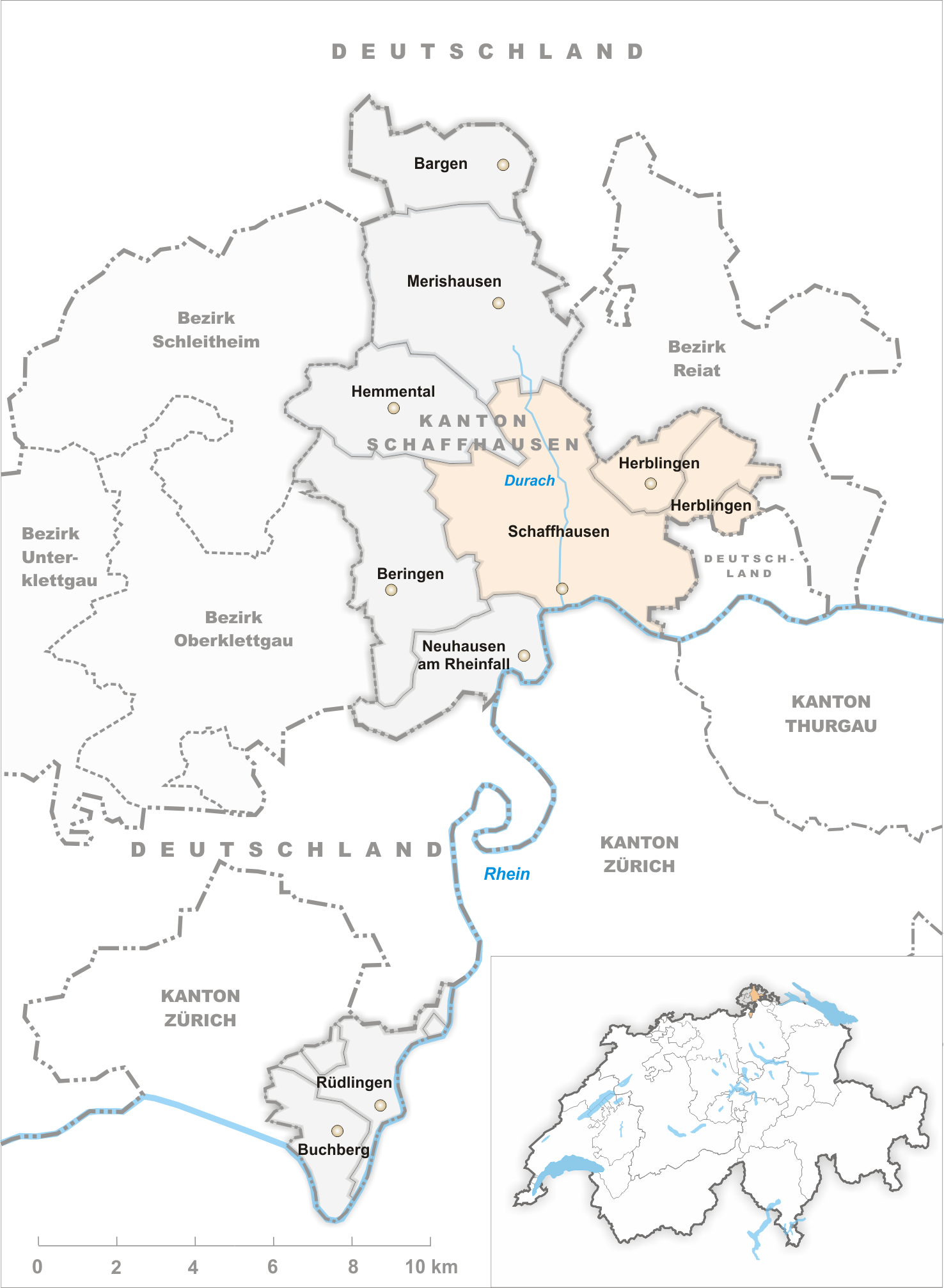
Gemeinden bis 1963
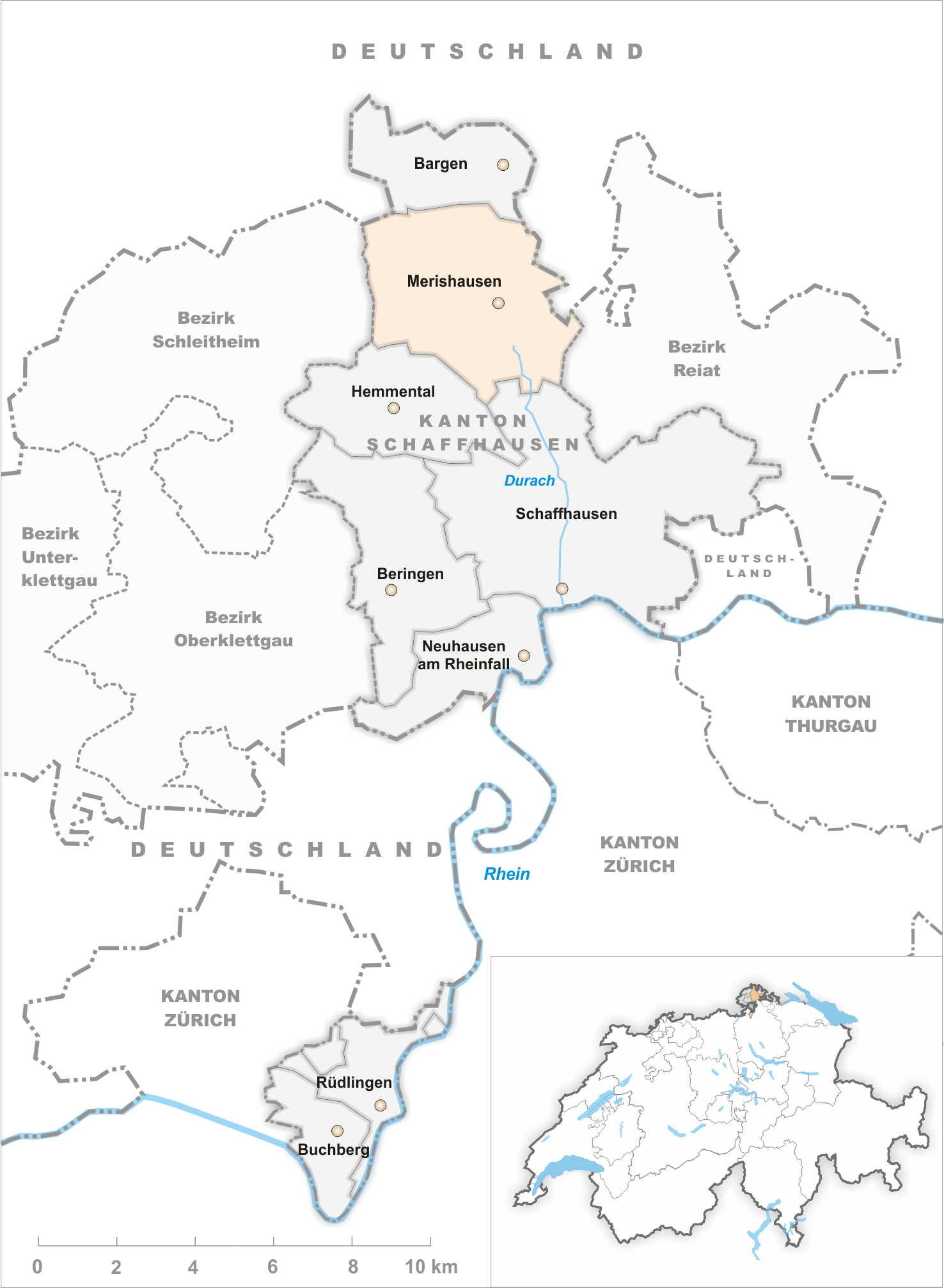
Gemeinden bis 1967
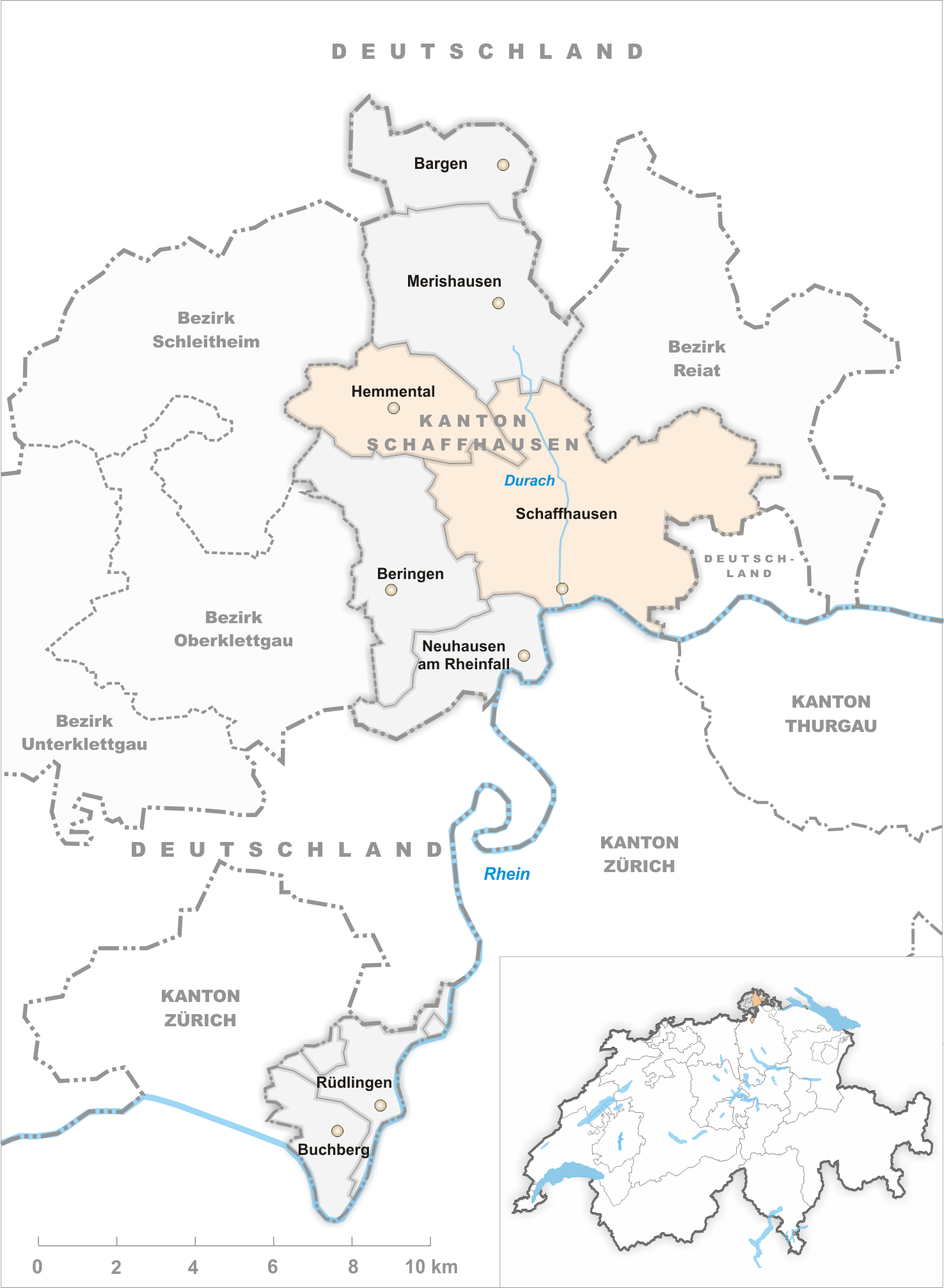
Gemeinden bis 2008
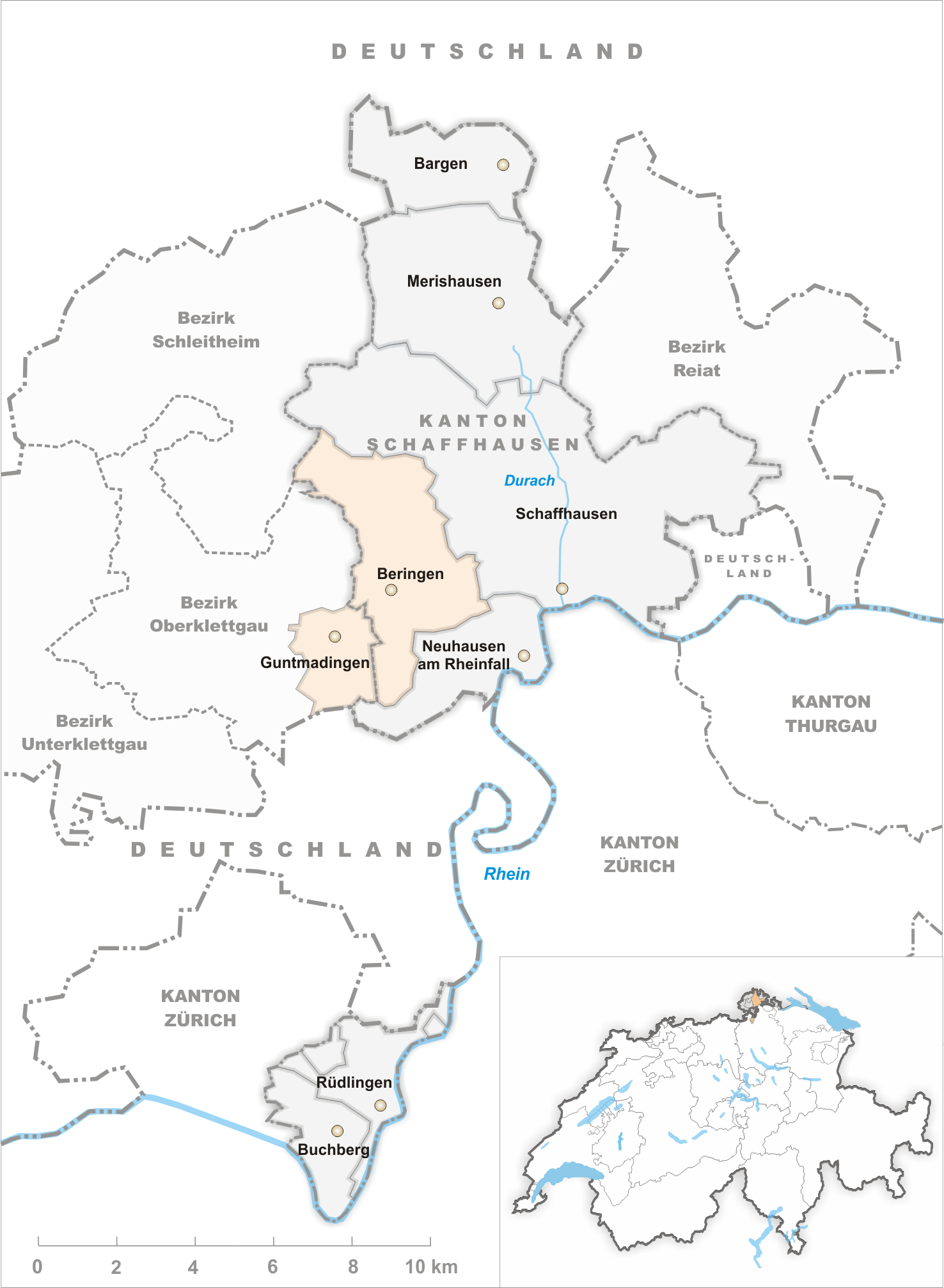
Gemeinden bis 2012

- 1899: Gemeinde- und Bezirkswechsel der Exklave Gennersbrunn in der Gemeinde Thayngen im Bezirk Reiat → Herblingen im Bezirk Schaffhausen
- 1938: Namensänderung von Neuhausen →  Neuhausen am Rheinfall
- 1947: Fusion Buchthalen →  Schaffhausen
- 1964: Fusion Herblingen →  Schaffhausen
- 1967: Durch Auflösung der deutschen Exklave Verenahof Landabtretung eines Teils von Merishausen an Deutschland.
- 2009: Fusion Hemmental →  Schaffhausen
- 2013: Fusion Guntmadingen →  Beringen